# 수직선 (수학)
수직선(數直線, number line)은 원점의 오른쪽에 양수를, 왼쪽에 음수를 나타낸 직선이다. 각 실수(real number)들이 하나 하나 연결되어 무한대로 뻗어서 완성된다. 1차원의 좌표계라고도 할 수 있다. 아래 그림은 -9에서 9까지의 정수를 표현하지만, 수직선은 양방향의 모든 실수를 포함하고 수직선 위의 모든 수의 집합은 실수의 집합으로 기호 R로 표시된다. 숫자 0이 원점으로 표시되어 있으며, 원점을 기준으로 양수와 음수가 서로 대칭으로 표현된다.

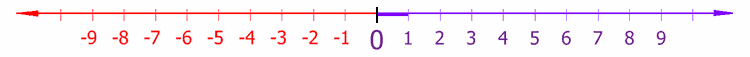
수직선

수직선은 ［수ː직썬］으로 수가 길게 발음되며, 다른 선·면 등에 직각으로 접하는 선이라는 뜻의 수직선(垂直線)은 ［수직썬］으로 짧게 발음된다.

## 수직선 그리기
수직선은 보통 수평선으로 그려지며 보통 양수는 오른쪽, 음수는 왼쪽에 위치하게 된다. 양쪽의 화살표는 직선이 끝없이 연결되어 있음을 나타낸다.

## 같이 보기
- 실수